# Terra do Vístula

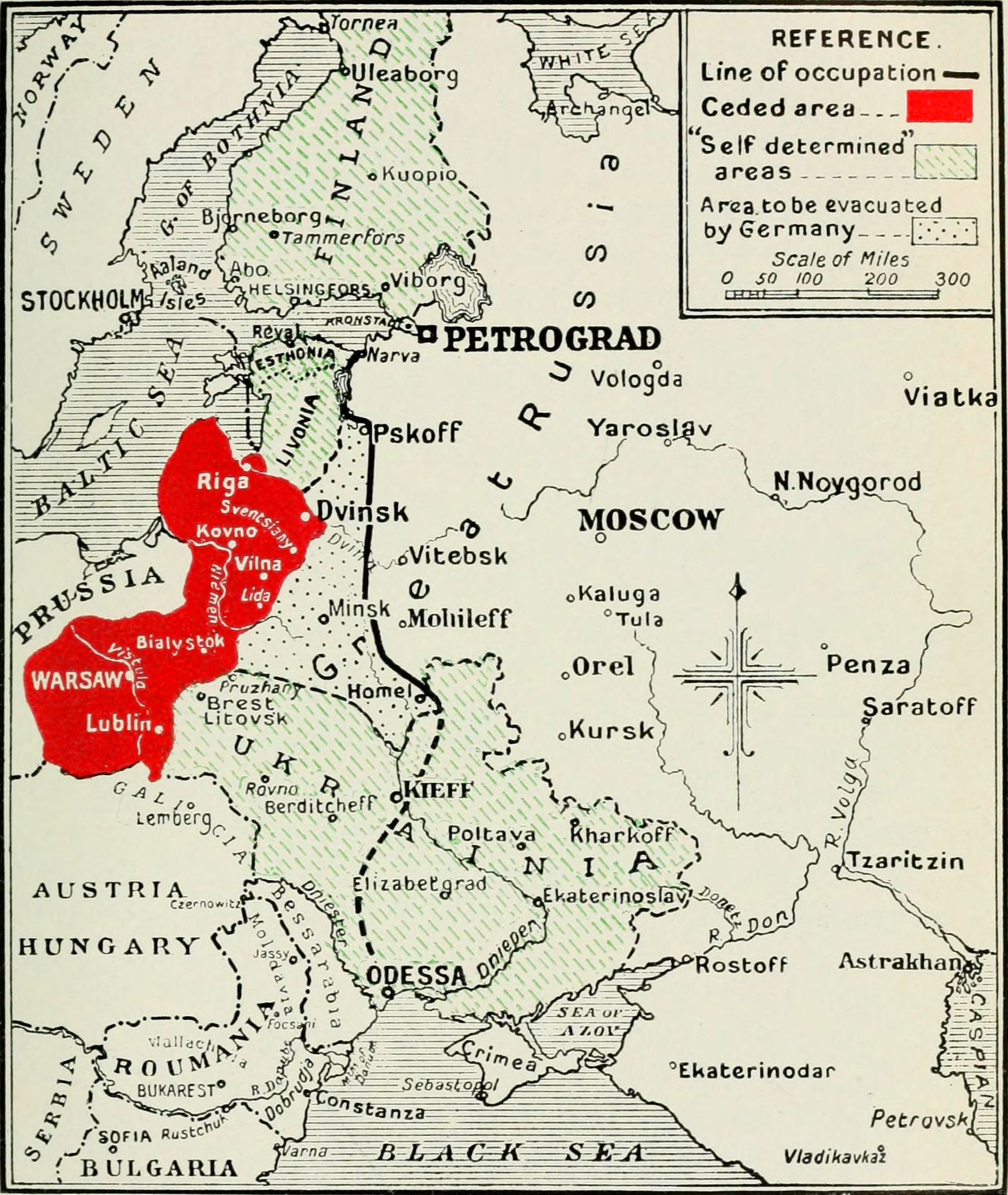
A Polônia Russa foi oficialmente rendida nos termos do Tratado de Brest-Litovsk (marcado em vermelho).

Terra do Vístula, País do Vístula (russo: Привислинский край, Privislinsky krai; polonês: Kraj Nadwiślański) foi o nome aplicado às terras do Congresso da Polônia a partir de 1867, após as derrotas da Revolta de Novembro (1830–31) e a Revolta de Janeiro (1863–1864), pois foi cada vez mais despojada de autonomia e incorporada à Rússia Imperial. Também continuou a ser formalmente conhecido como Polônia do Congresso e Polônia Russa até a queda do Império Russo.
A Rússia perdeu o controle da região em 1915, durante a Primeira Guerra Mundial. Após a Revolução de Outubro de 1917, foi oficialmente cedida às Potências Centrais, assinando o Tratado de Brest-Litovsk de 1918.